# Hans Rosendahl
Hans Viktor Rosendahl (Katrineholm, 27 dicembre 1944 – Katrineholm, 23 novembre 2021) è stato un nuotatore svedese.

## Carriera
Stileliberista, debuttò appena diciassettenne ai campionati europei di nuoto 1962, conquistando ben due medaglie in entrambe le gare a cui prese parte: ottenne un argento nei 400 m stile libero individuali e un oro nella staffetta 4x200 m stile libero insieme ai compagni Per-Ola Lindberg, Mats Svensson e Lars-Erik Bengtsson.
Due anni dopo, fu convocato in nazionale per le Olimpiadi di Tokyo. Nella gara dei 400 m stile libero si piazzò decimo nelle batterie, non riuscendo ad entrare nella finale destinata ai migliori otto; nella staffetta 4x200 m stile libero conquistò invece la finale e ottenne insieme ai compagni il quinto piazzamento, facendo registrare il record nazionale. Fu poi un giocatore di pallanuoto ad alti livelli, vincendo quattordici medaglie ai campionati svedesi.
Nel 1966 fu chiamato a svolgere il servizio militare; ebbe modo di rappresentare la Svezia ai campionati mondiali militari. In seguito all'assolvimento della leva, Rosendahl studiò presso la Gymnastik- och idrottshögskolan, ottenendo l'abilitazione a svolgere la professione di insegnante di educazione fisica. Fu impegnato in questo mestiere fino al pensionamento nel 2010.
Hans Rosendahl morì nel 2021 all'età di settantasei anni.

## Palmarès
| Giochi olimpici          | 400 m st. libero       | 4 × 200 m st. libero        |
| 1964 Tokyo Giappone      | 10º in batteria 4'23"5 | 5º - 8'08"0 frazione 2'03"3 |
| Campionati europei       | 400 m st. libero       | 4 × 200 m st. libero        |
| 1962 Lipsia Germania Est | Argento: 4'25"8        | Oro: 8'18"4                 |